# Schloßsee (Kahl am Main)
Der Schloßsee ist ein Baggersee bei Kahl am Main im Landkreis Aschaffenburg in Unterfranken.

## Beschreibung
Der Schloßsee liegt im Wald nördlich von Kahl am Main, direkt am Schloss Emmerichshofen. Nördlich des Sees verläuft die Staatsstraße 2305, im Osten die Bundesautobahn 45, am westlichen Ufer die Bundesstraße 8 und dahinter die Landesgrenze zu Hessen. Der gut 14 ha große Schloßsee gehört zur Kahler Seenplatte. Er entstand im Jahr 1970 durch Kiesabbau und gehört als Privatbesitz zum Schloss Emmerichshofen. Vor dem Beginn des Kiesabbaus befand sich am heutigen Platz des Sees ein versumpftes Gebiet, in dem Torfstich betrieben wurde. Durch dieses Gebiet verlief der Weihergraben in Richtung Schifflache. Der Schloßsee ist komplett umzäunt und nicht zugänglich. Es besteht eine Verbindung zum Lindensee.